# جاك ميرفي
جاك ميرفي (بالإنجليزية: Jack Murphy)‏ (15 يوليو 1995 في المملكة المتحدة - ) هو لاعب كريكت بريطاني. لعب مع نادي مقاطعة غلاموركن للكريكت ‏ وCardiff MCC University ‏.

## وصلات خارجية
- جاك ميرفي على موقع إي آس بي آن كريك إنفو (الإنجليزية)